# مركز العقد الاجتماعي (مصر)
مركز العقد الاجتماعي تأسس عام 2007 وهو أحد مراكز مركز المعلومات ودعم اتخاذ القرار التابع لرئاسة مجلس الوزراء المصري، وهو مبادرة مشتركة بين مركز المعلومات ودعم اتخاذ القرار وبرنامج الأمم المتحدة الإنمائي، وبدعم من هيئة التعاون الإيطالي والحكومة اليابانية. وجاء تأسيسه بناء على توصيات تقرير التنمية البشرية عام 2005.
فقد جاء تقرير التنمية البشرية المصري لعام 2005 بعنوان «اختيار مستقبلنا: نحو عقد اجتماعي جديد» ليضع رؤية جديدة لمصر استنادًا إلى الأهداف الإنمائية للألفية، واقترح «عقد اجتماعي جديد» يهدف إلى تصحيح العلاقة ما بين الأطراف المعنية في المجالات السياسية والاجتماعية والاقتصادية والإدارية من خلال برنامج حقوقي تنموي متكامل. ووفقاً لهذا العقد الاجتماعي الجديد، يكون كافة شركاء التنمية، بما في ذلك الحكومة ومنظمات المجتمع المدني والقطاع الخاص والمواطنين بشكل عام، متساوين في تحمل المسئولية والخضوع للمساءلة فيما يتعلق بتنفيذ أهداف هذا العقد، بشرط أن يحصل كافة الشركاء على فرص متساوية وأن يكونوا قادرين على المشاركة في عملية صنع القرار.
وعقب إصدار تقرير التنمية البشرية المصري لعام 2005، رأت الحكومة المصرية ضرورة إنشاء «مركز العقد الاجتماعي» ليقوم بمتابعة التوصيات التي وردت في التقرير لضمان تنفيذ رؤية التقرير في الوقت المناسب وبكفاءة.

## الإصدارات
قام مركز العقد الاجتماعي بإصدار حوالي 50 بحثا وملخصات للسياسات وأدلة تدريبية ونشرات تنموية وأوراق بحثية في عدة مجالات وموضوعات مثل مكافحة الفساد، واستهداف الفقراء، والحكم الرشيد، والسياسات العامة، والمسؤولية الاجتماعية، ووضع الدستور، منها:
خريطة الحماية الاجتماعية في مصر
المشاركة وبناء التوافق المجتمعي في عملية وضع الدستور
الدليل الإرشادي عن حقوق الإنسان ووضع الدستور
معوقات الحصول على الخدمات الأساسية وكيفية مواجهة الأسر للمخاطر والتعايش مع الفقر
المجالس الاقتصادية والاجتماعية
العدالة في الحصول على فرص التعليم الأساسي في مصر
نحو سياسة للمشتريات الحكومية ذات توجه تنموي في مصر
ما بين الفقر والأحوال المعيشية الهشة نتائج المسح الأساسي لقرى المرحلة الأولى
دراسة تحليلية لأسباب الفساد في مصر قبل ثورة 25 يناير
مكافحة الفساد: دروس مستفادة من التجارب الدولية
استهداف الفقراء في مصر-اختبار سبل المعيشة البديلة
الإطار التشريعي لمكافحة الفساد
موقع مصر على خريطة المؤشرات الدولية والمحلية للحكم الرشيد
اتفاقية الأمم المتحدة لمكافحة الفساد: تقييم التنفيذ وتحليل الفجوة في الحالة المصرية
مرصد عدالة التنمية.. النشرة الأولى
الإطار القانوني والمؤسسي لمكافحة الفساد الإداري في مصر
تقرير المسح القومي لأراء المواطنين حول الفساد والنظام القضائي وجودة الخدمات الحكومية في مصر
تحديد الاحتياجات بالمشاركة في المرحلة الأولى من مبادرة الحكومة لتنمية الألف قرية الأكثر فقراً (151 قرية)
مكافحة الفساد.. قراءة في بعض أحكام القضاء
إصلاح حوكمة التنمية في مصر
ما بين الفساد والحكم الرشيد: نحو تحقيق العقد الاجتماعي والأهداف الإنمائية

## وصلات خارجية
موقع مركز العقد الاجتماعي
مشروعات مركز المعلومات ودعم اتخاذ القرار
تقرير التنمية البشرية المصري «اختيار مستقبلنا.. نحو عقد اجتماعي جديد».